# Dès l'aube
Dès l'aube, op. 18, est une œuvre de la compositrice Mel Bonis, datant de 1893.

## Composition
Mel Bonis compose sa mélodie Dès l'aube, pour voix et piano sur un poème d'Édouard Guinand, en 1893. L'œuvre ne sera publiée qu'à titre posthume en 2002 puis en 2014 par les éditions Armiane.

## Analyse
Dès l'aube fait partie des textes mis en musique par Édouard Guinand, au même titre qu'Invocation, Viens, Mirage, la Chanson de printemps et la Berceuse.

## Discographie
Mel Bonis, l'œuvre vocale: Doron musique, 2006

## Sources
- Étienne Jardin, Mel Bonis (1858-1937) : parcours d'une compositrice de la Belle Époque, 2020 (ISBN 978-2-330-13313-9 et 2-330-13313-8, OCLC 1153996478, lire en ligne)